# Geomarketing
A geomarketing a térinformatika alkalmazása a marketing eszköztárában. A számítástechnika fejlődésével a virtuális valóság egyre részletgazdagabb, így a tér, "lokáció" fogalma is több értelmet nyer. A kereskedelmi fenntartású rendszerekben a marketing és kommunikáció eszközei a szelektív adatközlés tartalmának kiválasztásában összekapcsolódnak.
A geomarketing szoftverek kiváló és szemléletes eszközök lehetnek az alábbi feladatok elvégzésére:
- Potenciális vásárlók akár megye, kistérség sőt utca szintű megtalálása, térképi megjelenítése különböző statisztikai adatok (pl. vásárlóerő) alapján.
- A már létező vásárlók lokalizációja, mely akár IP-cím, korábbi regisztráció, hitelkártyás vásárlás, stb adatai alapján alapulhat.
- Bármely adat, geográfiai kontextusban történő értelmezése, elemzése esetén, ezek digitális térképeken történő megjelenítése.
- Összegző információk, statisztikák számítása egy megadott területre.
- Vevők, valamely attribútum vagy profil alapján történő kiválasztása egy adott területen belül.
- Izókrónák[1] rajzolása megközelítési idő vagy távolság alapján.
- Értékesítési zónák kialakítása, teljesítmény követése. Új kereskedelmi egység helyének meghatározása.